# Trailblazer (satellit)
Trailblazer var en teknikdemonstration satellit, som skulle ha drivits av USA:s flygvapen och Missile Defense Agency. Det valdes för uppskjutning under "Jumpstart" kontrakt. Den slutliga nyttolasten valdes mindre än en månad före den planerade uppskjutningdagen, och uppskjutning var den primära nyttolast på den tredje Falcon 1, som misslyckades drygt två minuter efter uppskjutning den 3 augusti 2008. Två tidigare Falcon 1 uppskjutning hade också misslyckats med att nå omloppsbana, men den fjärde lyckades trots det bara innehöll en dummy nyttolast.
Det byggdes ursprungligen för en inställd MDA projekt, och baserades på en SpaceDev MMB-100 satellitbuss. Det uppskjutning från Omelek Island, vid 03:34 GMT den 3 Augusti, 2008. 